# Comté de Smith (Mississippi)
Pour les articles homonymes, voir Comté de Smith et Smith.
Le comté de Smith est situé dans l’État du Mississippi, aux États-Unis. Il comptait 16 182 habitants en 2000. Son siège est Raleigh.

## Personnalités nées dans le comté
- T. T. Martin